# 아오키 루리코
아오키 루리코(일본어: 青木 瑠璃子 あおき るりこ[*], 3월 24일 - )는 일본의 여성 성우. 아토믹 몽키 소속. 사이타마현 출신.

## 경력
2009년 3월 7일에 제3회 성우 어워드 신인 발굴 오디션에서 합격해, 아토믹 멍키에 소속. 주로 라디오 프로그램에서의 퍼스낼러티나 어시스턴트로서 활동.
2011년에는 라디오 '포아로의 뒤 몇분 있는 거야?' 안의 코너로부터 라디오 드라마화한 '메솝의 마법사 데스타스타디온·엉엉'에서의 신쥬쿠 발트 9 /데스타스타디온·엉엉 역으로 첫주연. 후에 코믹 마켓에서 드라마 CD로서 반포되었다.

## 인물
취미는 검도, 수영, 게임. 공식 프로필에는 가라오케도 취미라고 기재되어 있었지만, 본인 가라사대 '일반적이고 듣기 좋은 취미를 찾은 결과'의 것이며, 실제는 '가라오케에 가도 탬버린계에 철저하고 있다'라고.
열심인 게이머이며, Twitter에서도 빈번히 게임에 관한 화제가 오른다. Twitter로 팬에게 부르고, 팬과 함께 몬헌을 즐긴 적도 있다. FPS나 포켓몬 등에 관한 언급도 많다. 좋아하는 포켓몬은 삐삐나 푸린 등의 노멀 타입의 포켓몬.
신장은 170 cm. 고교 3학년의 단계에서는 170.2 cm였지만 대학졸업시에는 169.8 cm가 되어 있어, 귀찮아서 170 cm로 하고 있다.
이전에는 '사악한 마음도 백서'라는 블로그를 운영하고 있었지만, 현재는 폐쇄되고 있다.
센터 시험의 국어로 만점을 얻은 일이 있다.
알렉스라는 햄스터를 기르고 있어 정기적으로 Twitter에 사진을 올리고 있다. 건담에도 알렉스라는 기체가 있어, 스기타 토모카즈에게 촉구받아 첫 암 플라스틱을 구입, 작성해 Twitter로 알렉스 (건담)와 알렉스 (햄스터)의 슈퍼 알렉스 대전을 실시했다.
서도는 6단의 실력자이다.

## 출연 작품
※ 굵은 글씨는 메인 캐릭터

### 텔레비전 애니메이션
2015년
- 아이돌마스터 신데렐라 걸즈 (타다 리이나[6])

### 게임
2012년
- 아이돌마스터 신데렐라 걸즈 (타다 리이나)

2014년
- 白猫プロジェクト(하얀고양이 프로젝트)(안나)

### 참조주
1. 1 2 3 4  “아오키 루리코”. 아토믹 멍키. 2013년 7월 2일에 원본 문서에서 보존된 문서. 2013년 6월 1일에 확인함.
2. ↑  '라디오 와 하고 만나' 제1회 방송분에서.
3. ↑  '라디오 와 하고 만나' 제3회 방송분에서
4. ↑  '아사노 마스미 나마타메 히토미의 HiBiKi 천명에 필적할 굳셈과 용기' 제68회 방송분에서
5. ↑  'TV애니메이션 '아이돌마스터 신데렐라 걸즈 방송 직전 특별프로'~설날이야 신데렐라 걸즈!~' (2015년 1월 2일 방영)에서는 4단으로 여겨졌지만, 'CINDERELLA PARTY! from 아이돌마스터 신데렐라 걸즈' 제14회 (2015년 1월 7 일일배달신)에서 6단으로 정정되었다
6. ↑  “STAFF&CAST”. 《TV애니메이션 '아이돌마스터 신데렐라 걸즈'오피셜 사이트》. 아니프렉스. 2014년 12월 6일에 원본 문서에서 보존된 문서. 2014년 11월 30일에 확인함.